# Кляйн, Рои
Рои Кляйн (ивр. רועי קליין‎; 10 июля 1975 год; Раанана, Израиль — 26 июля 2006 год; Бинт-Джубайль, Ливан) — офицер Армии обороны Израиля.
Погиб во время Второй ливанской войны. Известен тем, что совершил акт героизма, закрыв телом гранату, спасая жизни солдат.
Посмертно награждён медалью «За отвагу».

## Биография

### Ранняя жизнь
Кляйн родился и вырос в городе Раанана. Его родители, Аарон и Шошана Кляйн, пережили Холокост. Его отец родился в Германии и бежал в Израиль в начале Второй мировой войны. Большая часть семьи его матери, погибла во время Холокоста.
Он учился в начальной школе Явне, средней школе-ешиве Бней Акива и в старшей школе Амит Гуш Дан, а затем в военной подготовительной школе («мехина») «Бней Давид». Он получил степень бакалавра промышленной инженерии в Ариэльском университете, который он окончил его с отличием.

### Служба в армии
В 1994 году он записался добровольцем в Армию обороны Израиля, в десантники и был принят в бригаду «Голани». В парашютистах прошел курс подготовки молодого бойца и курс пехотного взвода. Во время курса был создан отряд "Эгоз". командир отряда в отряде.
После демобилизации Кляйн вернулся в мехину, где в течение года посвятил себя изучению Торы, а затем отправился в двухмесячный тур по Африке. Вернувшись в Израиль, он принял предложение Хагая Мордехая, командира отряда «Эгоз», вернуться на службу и руководить учебными процедурами в отряде. Через год он снова поступил на военную службу в качестве командира учебного взвода отряда «Эгоз». Во время вывода израильских войск из южного Ливана в 2000 году, Кляйн возглавил последнюю миссию в районе Бинт-Джебейл. Позже он вернулся на регулярную службу и служил командиром роты в отряде Эгоз.
В 2001 году во время Второй интифады Кляйн командовал засадой в районе Наблуса, в которой были убиты пять палестинских террористов. В следующем году он был награждён за это действие.

### Гибель
В этой части Кляйн участвовал во Второй ливанской войне. Во время битвы при Бинт-Джебейле в отряд, которым он командовал, бросили ручную гранату, Кляйн прыгнул на гранату, остановил взрыв своим телом и погиб. Тем самым он спас жизни других солдат, которые находились поблизости. Его солдаты сказали, что пока он умирал от ран, крикнул «Шема Исраэль» и передал капитану Итамару Кацу командование войсками. За свои действия он был награждён Медалью Мужества. Награда была вручена 2 сентября 2007 года на церемонии в Зале культуры Тель-Авива. Письмо было написано от его имени отца и вдовы Кляйна.

## Личная жизнь
В 2002 году Кляйн познакомился со своей будущей женой Сарой, родом из Дании, через общих друзей и вскоре женился. Пара переехала на Западный берег и построила дом в израильском поселении Юваль, недалеко от поселения Эли. У пары было два сына: Гилад и Йоав. В апреле 2016 года его вдова, вышла замуж за раввина Игала Ловенштейна, который был его раввином.
В 2009 году Верховный суд обязал гражданскую администрацию пересмотреть статус его поселения, после подозрений в праве палестинцев на земли, на которых он был построен. Обстоятельства его смерти, а также смерть местного жителя майора Элираза Перец. В 2011 году премьер-министр Израиля Биньямин Нетаньяху пообещал, что их дома не будут снесены и гражданская администрация решила оставить этот район нетронутым.

## Память
В честь Рои были названы школы в Раанане и Нетании, а также площадь в Гиват-Шмуэле, бейт-мидраш в Ариэльском университете на Западном берегу реки Иордан и квартал в мошаве Тфахот. Известный израильский певец Йорам Гаон перезаписал одну из своих песен, «Эрец ха-Цви» («Оленья страна»), добавив в неё куплет в честь погибшего офицера; слова написала автор слов Тельма Алигон-Роз. Другой исполнитель, Амир Бенаюн, положил на музыку стихотворение самого Рои Кляйна «Мужество», найденное в его личных бумагах.
Про жизнь и смерть Рои снят 40-минутный фильм «Всей своей душой» (ивр. ובכל נפשך‎).